# Tyskland ved sommer-OL 2020
Tyskland deltog under Sommer-OL 2020 i Tokyo som blev afviklet i perioden 23. juli til 8. august 2021.

## Medaljer
| 2020 Tokyo | Guld | Sølv | Bronze | Total |
| Tyskland   | 10   | 11   | 16     | 39    |

### Medaljevinderne
| Tyskland under sommer-OL 2020 i Tokyo | Tyskland under sommer-OL 2020 i Tokyo | Tyskland under sommer-OL 2020 i Tokyo | Tyskland under sommer-OL 2020 i Tokyo    | Tyskland under sommer-OL 2020 i Tokyo |
| Medalje                               | Navn | Sport                                 | Event                                    | Dato                                  |
| ------------------------------------- | --- | ------------------------------------- | ---------------------------------------- | ------------------------------------- |
| Guld                                  | Ricarda Funk | Kano og kajak                         | Women's slalom K-1                       | 27. juli                              |
| Guld                                  | Dorothee Schneider Isabell Werth Jessica von Bredow-Werndl | Hestesport                            | Dressur hold                             | 27. juli                              |
| Guld                                  | Jessica von Bredow-Werndl | Hestesport                            | Dressur individuelt                      | 28. juli                              |
| Guld                                  | Alexander Zverev | Tennis                                | herresingle                              | 1. august                             |
| Guld                                  | Aline Rotter-Focken | Brydning                              | 76 kg fristil (damer)                    | 2. august                             |
| Guld                                  | Julia Krajewski | Hestesport                            | Military individuelt                     | 2. august                             |
| Guld                                  | Malaika Mihambo | Atletik                               | Women's long jump                        | 3. august                             |
| Guld                                  | Franziska Brauße Lisa Brennauer Lisa Klein Mieke Kröger | Cykling                               | Damernes Holdforfølgelse                 | 3. august                             |
| Guld                                  | Florian Wellbrock | Svømning                              | Men's 10 kilometre open water            | 5. august                             |
| Guld                                  | Max Lemke Tom Liebscher Ronald Rauhe Max Rendschmidt | Kano og kajak                         | Men's K-4 500 metres                     | 7. august                             |
| Sølv                                  | Eduard Trippel | Judo                                  | Men's 90 kg                              | 28. juli                              |
| Sølv                                  | Isabell Werth | Hestesport                            | Dressur individuelt                      | 28. juli                              |
| Sølv                                  | Jason Osborne Jonathan Rommelmann | Roning                                | Men's lightweight double sculls          | 29. juli                              |
| Sølv                                  | Laurits Follert Malte Jakschik Torben Johannesen Hannes Ocik Olaf Roggensack Martin Sauer Richard Schmidt Jakob Schneider Johannes Weißenfeld                                                                            | Roning                                | Men's eight                              | 30. juli                              |
| Sølv                                  | Lea Sophie Friedrich Emma Hinze | Cykling                               | Women's team sprint                      | 2. august                             |
| Sølv                                  | Kristin Pudenz | Arletik                               | Women's discus throw                     | 2. august                             |
| Sølv                                  | Susann Beucke Tina Lutz | Sejlsport                             | Women's 49er FX                          | 3. august                             |
| Sølv                                  | Lukas Dauser | Gymnastik                             | Men's parallel bars                      | 3. august                             |
| Sølv                                  | Max Hoff Jacob Schopf | Kano og kajak                         | Men's K-2 1000 metres                    | 5. august                             |
| Sølv                                  | Jonathan Hilbert | Atletik                               | Men's 50 kilometres walk                 | 6. august                             |
| Sølv                                  | Timo Boll Patrick Franziska Dimitrij Ovtcharov | Bordtennis                            | Men's team                               | 6. august                             |
| Bronze                                | Lena Hentschel Tina Punzel | Udspring                              | Women's synchronized 3 metre springboard | 25. juli                              |
| Bronze                                | Michelle Kroppen Charline Schwarz Lisa Unruh | Bueskydning                           | Women's team                             | 25. juli                              |
| Bronze                                | Sideris Tasiadis | kano og kajak                         | Men's slalom C-1                         | 26. juli                              |
| Bronze                                | Sarah Köhler | Svømning                              | Women's 1500 metre freestyle             | 28. juli                              |
| Bronze                                | Patrick Hausding Lars Rüdiger | Udspring                              | Men's synchronized 3 metre springboard   | 28. juli                              |
| Bronze                                | Andrea Herzog | kano og kajak                         | Women's slalom C-1                       | 29. juli                              |
| Bronze                                | Anna-Maria Wagner | Judo                                  | Women's 78 kg                            | 29. juli                              |
| Bronze                                | Hannes Aigner | Kano og kajak                         | Men's slalom K-1                         | 30. juli                              |
| Bronze                                | Dimitrij Ovtcharov | Bordtennis                            | Men's singles                            | 30. juli                              |
| Bronze                                | Germany judo team - Sebastian Seidl - Igor Wandtke - Dominic Ressel - Eduard Trippel - Karl-Richard Frey - Johannes Frey - Theresa Stoll - Martyna Trajdos - Giovanna Scoccimarro - Anna-Maria Wagner - Jasmin Grabowski | Judo                                  | Mixed team                               | 31. juli                              |
| Bronze                                | Florian Wellbrock | Svømning                              | Men's 1500 metre freestyle               | 1. august                             |
| Bronze                                | Sebastian Brendel Tim Hecker | Kano og kajak                         | Men's C-2 1000 metres                    | 3. august                             |
| Bronze                                | Erik Heil Thomas Plößel | Sejlsport                             | mændenes 49er                            | 3. august                             |
| Bronze                                | Paul Kohlhoff Alica Stuhlemmer | Sejlsport                             | Mixed nacra 17                           | 3. august                             |
| Bronze                                | Frank Stäbler | Brydning                              | Mændenes 67 kg græsk-romersk stil        | 4. august                             |
| Bronze                                | Denis Kudla | Brydning                              | Mændenes 87 kg græsk-romersk stil        | 4. august                             |